# Mariana Duqueová Mariñová
Mariana Duqueová Mariñová, nepřechýleně Mariana Duque Mariño (* 12. srpna 1989, Bogotá, Kolumbie) je bývalá kolumbijská profesionální tenistka. Jejím nejvyšším umístěním na žebříčku WTA ve dvouhře bylo 66. místo v říjnu 2015 a ve čtyřhře pak 96. místo v červnu 2018. Na okruhu WTA dosud vyhrála po jednom turnaji ve dvouhře a čtyřhře. Na okruhu ITF zvítězila na třinácti turnajích ve dvouhře a třinácti ve čtyřhře.

## Finálové účasti na turnajích WTA Tour
| Legenda                           |
| --------------------------------- |
| D – dvouhra; Č – čtyřhra          |
| Grand Slam (0)                    |
| Turnaj mistryň (0)                |
| Premier Mandatory & Premier 5 (0) |
| Premier (0)                       |
| International (1–1 D, 1–3 Č)      |

### Dvouhra: 2 (1–1)
| Stav       | Č. | Datum           | Turnaj             | Povrch | Soupeřka ve finále  | Výsledek |
| ---------- | -- | --------------- | ------------------ | ------ | ------------------- | -------- |
| Vítězka    | 1. | 21. února 2010  | Bogotá, Kolumbie   | antuka | Angelique Kerberová | 6–4, 6–3 |
| Finalistka | 1. | 21. května 2016 | Norimberk, Německo | antuka | Kiki Bertensová     | 2–6, 2–6 |

### Čtyřhra: 4 (1–3)
| Stav       | č. | datum         | turnaj           | povrch | spoluhráčka                | soupeřky ve finále                                | výsledek         |
| ---------- | -- | ------------- | ---------------- | ------ | -------------------------- | ------------------------------------------------- | ---------------- |
| Vítězka    | 1. | červenec 2012 | Båstad, Švédsko  | antuka | Catalina Castañová         | Eva Hrdinová Mervana Jugićová-Salkićová           | 4–6, 7–5, [10–5] |
| Finalistka | 1. | březen 2013   | Acapulco, Mexiko | antuka | Catalina Castañová         | Lourdes Domínguez Linová Arantxa Parra Santonjová | 4–6, 6–7(1–7)    |
| Finalistka | 2. | březen 2017   | Acapulco, Mexiko | tvrdý  | Verónica Cepedeová Roygová | Darija Juraková Anastasia Rodionovová             | 3–6, 2–6         |
| Finalistka | 3. | duben 2018    | Bogotá, Kolumbie | antuka | Nadia Podoroská            | Dalila Jakupovićová Irina Chromačovová            | 3–6, 4–6         |

## Vítězství na okruhu ITF (13)

### Dvouhra (8)
| Č. | Datum              | Turnaj          | Dotace   | Povrch | Soupeřka ve finále        | Výsledek      |
| 1. | 7. květen, 2006    | Mazatlán        | 10 000 $ | tvrdý  | Andrea Remynseová         | 6-2, 6-4      |
| 2. | 14. květen, 2006   | Los Mochis      | 10 000 $ | antuka | Agustina Leporeová        | 6-2, 6-1      |
| 3. | 17. září, 2006     | Caracas         | 10 000 $ | antuka | Florencia Molinerová      | 3-4 skreč     |
| 4. | 1. duben, 2007     | Xalapa          | 10 000 $ | tvrdý  | M.-V. Garciová Sokolová   | 6-3, 7-6(5)   |
| 5. | 30. září, 2007     | Puerto Juárez   | 25 000 $ | antuka | Soledad Esperonová        | 6-3, 7-5      |
| 6. | 21. říjen, 2007    | San Luis Potosí | 25 000 $ | tvrdý  | Arantxa Rusová            | 3-6, 6-4, 6-3 |
| 7. | 11. květen, 2008   | Irapuato        | 25 000 $ | tvrdý  | Nikola Franková           | 6-4, 3-6, 6-3 |
| 8. | 13. červenec, 2008 | Bogotá          | 25 000 $ | antuka | María Fernanda Álvarezová | 6-0, 6-4      |

### Čtyřhra (5)
| Č. | Datum              | Turnaj     | Dotace   | Povrch    | Partnerka                | Soupeřky ve finále                         | Výsledek       |
| 1. | 13. květen, 2006   | Los Mochis | 10 000 $ | antuka    | Viky Núñezová Fuentesová | Agustina Leporeová Maria Irigoyenová       | 7-5, 6-3       |
| 2. | 4. červen, 2006    | León       | 10 000 $ | tvrdý (h) | Viky Núñezová Fuentesová | Erika Clarkeová Maganová Courtney Nagleová | 7-6(3), 7-6(4) |
| 3. | 3. září, 2006      | Bogotá     | 10 000 $ | antuka    | Viky Núñezová Fuentesová | Vanesa Furlanettová Maria Irigoyenová      | 6-4, 6-2       |
| 4. | 7. červen, 2008    | Grado      | 25 000 $ | antuka    | Melanie Klaffnerová      | Marinne Giraudová Christina Wheelerová     | 6-1, 6-2       |
| 5. | 12. červenec, 2008 | Bogotá     | 25 000 $ | antuka    | Viky Núñezová Fuentesová | Mailen Aurouxová Nicole Clericová          | 6-3, 6-4       |

## Fed Cup
Mariana Duqueová Mariñová se zúčastnila 22 zápasů ve Fed Cupu za tým Kolumbie s bilancí 12-9 ve dvouhře a 9-2 ve čtyřhře.

## Postavení na žebříčku WTA na konci sezóny

### Dvouhra
| Rok    | 2005 | 2006   | 2007   | 2008   | 2009   |
| Pořadí | 803. | ▲ 392. | ▲ 201. | ▲ 110. | ▼ 191. |

### Čtyřhra
| Rok    | 2005 | 2006   | 2007   | 2008   | 2009 |
| Pořadí | 894. | ▲ 489. | ▼ 492. | ▲ 338. | ▼x   |